# 사우디아라비아 표준시

사우디아라비아 표준시

사우디아라비아 표준시(Saudi Arabia Standard Time, 아랍어: التوقيت القياسي السعودي, 로마자 표기: At-Tawqīt al-qiyāsiyy as-suʿūdiyy)는 SAST로 약칭되며 사우디아라비아의 표준 시간대이다. 이 시간대는 일광 절약 시간제를 적용하지 않고 UTC(UTC+03:00)보다 3시간 빠르다. SAST는 동경 45도로 정의된다. 표준화된 시간대가 도입되기 전에는 아라비아 시간을 사용했는데, 시계는 해가 지면 자정으로 설정되었다. 왕국에서도 사용되는 다양한 다른 체계들 사이의 혼동으로 인해 표준 시간대 사용이 확립되었다.